# Alice Mann
Alice Mann (10 de octubre de 1899-2 de marzo de 1986) fue una actriz de cine mudo estadounidense.

## Biografía
Mann comenzó su carrera cinematográfica a finales de 1915 en la Lubin Manufacturing Company, donde participó en seis cortometrajes antes de que la productora cesara su actividad al año siguiente. Posteriormente se trasladó a los Vitagraph Studios, donde apareció en diez cortometrajes en 1916 y 1917, muchos de ellos con el veterano actor de vodevil Jimmy Aubrey y nueve de ellos dirigidos por el incipiente cómico y director de cine Larry Semon. Roscoe Arbuckle la incluyó en tres de sus primeros cortometrajes Comique (producidos por Joseph M. Schenck) con Buster Keaton. Sus apariciones cinematográficas más conocidas son con Arbuckle y Keaton en Coney Island, His Wedding Night, y Oh Doctor! cuando sólo tenía 17 años.
Cuando la productora Comique se trasladó a California a finales de 1917, Mann permaneció en el área metropolitana de Nueva York. Además de con Lubin, Vitagraph y la unidad cinematográfica de Comique Comedy Paramount, también trabajó con McClure Productions, con sede en Nueva York. donde obtuvo un papel destacado en la película dramática The Water Lily, estrenada por Triangle Pictures en 1919. y dirigida por George Ridgwell. Ridgwell también dirigió a Alice y a su hermana mayor, la actriz Frances (Frankie) Mann, en Fruits of Passion (1919). El esposo de Frankie Donald Hall también apareció en la película.
Entre sus apariciones posteriores figura Scrambled Wives, la última película de la famosa Marguerite Clark. Al parecer, la carrera cinematográfica de Alice Mann terminó en 1925 y, como muchas de las primeras actrices de cine, pasó a la historia. Sólo se conservan siete de sus treinta películas acreditadas. En 1921 se casó con Sidney G. Ash.[cita requerida]

## Filmografía seleccionada
- There and Back (1916) -- existente
- Rips and Rushes (1917) -- existente
- The Third Ingredient (1917) -- presuntamente perdido
- Worries and Wobbles (1917) -- existente
- His Wedding Night (1917) -- existente
- Oh Doctor! (1917) -- existente
- Coney Island (1917) -- existente
- A Pair of Sixes (1918) -- presuntamente perdido
- Help! Help! Police! (1919) -- presuntamente perdido
- The Water Lily (1919) -- existente
- Fruits of Passion (1919) -- presuntamente perdido
- Scrambled Wives (1921) -- presuntamente perdido
- Perjury (1921) -- presuntamente perdido
- The Family Closet (1921)
- West of the Water Tower (1923) -- presuntamente perdido
- Unrestrained Youth (1925) -- presuntamente perdido